# Rio Paraitinga
Le rio Paraitinga est un cours d'eau brésilien de l'État de São Paulo.
C'est la principale source du rio Paraíba do Sul, qui est formé par la confluence du rio Paraitinga avec le rio Paraibuna à la hauteur de la municipalité pauliste de Paraibuna. Sa source se situe sur le territoire de la commune d'Areias, à une altitude de 1 800 mètres, dans la Serra do Mar.